# Xã Peterson, Quận Stutsman, Bắc Dakota
Xã Peterson (tiếng Anh: Peterson Township) là một xã thuộc quận Stutsman, tiểu bang Bắc Dakota, Hoa Kỳ. Năm 2010, dân số của xã này là 34 người.